# The Chords (gruppo musicale statunitense)
The Chords era un gruppo musicale doo-wop statunitense, attivo durante gli anni cinquanta, noto per aver inciso il brano Sh-Boom.

## Storia
Il gruppo si formò nel 1951 e venne scoperto, mentre si esibiva in una stazione della metropolitana di New York, da Jerry Wexler, talent scout della Atlantic Records. Wexler portò il gruppo in studio nel 1954 e fece registrare loro una cover del brano Cross Over the Bridge di Patti Page; sul lato B venne incisa Sh-Boom. Proprio il b-side fu il brano che li fece conoscere a livello mondiale, ed arrivò in cima alle classifiche R&B e pop (una rarità all'epoca).
I Chords apparvero in TV, ma si scoprì che esisteva già un gruppo musicale omonimo e furono costretti a cambiare nome in The Chordcats. L'Atlantic affidò il gruppo alla sussidiaria Cat Records, sotto la quale il gruppo registrò vari singoli, ma nessuno di successo. Nel 1955, nel tentativo di riacquistare fama, il gruppo cambiò nome in Sh-Boom, ma l'operazione di marketing fallì. Verso la fine degli anni cinquanta il gruppo subì vari cambi di formazione, registrando alcuni singoli per la Vk Records. Nel 1960 il gruppo con i membri originali tornò sotto l'Atlantic per un'ultima registrazione prima di sciogliersi definitivamente. Nonostante ciò, suonarono assieme ancora varie volte prima che morissero tutti i membri del gruppo.

## Formazione

### Prima
- Carl Feaster - prima voce
- Claude Feaster - baritono
- Floyd "Buddy" McRae secondo baritono[3][5]
- Arthur Vernon "Dicks/Dix" Dickinson - terzo baritono
- Jimmy Keyes - tenore
- Wes Neal - secondo tenore
- Jessie Huddleston - terzo tenore
- Wiliam "Ricky" Edwards - primo basso
- Joe "Ditto" Dias - secondo basso
- Ruperth Branker - pianoforte